# Mołoda Muza
Mołoda Muza (ukr. Молода Муза) – ruch artystyczny, jaki istniał w latach 1906–1914 we Lwowie, działający wokół czasopisma literackiego „Swit”. Obejmował twórców różnych dziedzin sztuki. Nazwa jest zapożyczeniem od Młodej Polski, pod wpływem której ugrupowanie pozostawało cały czas (bezpośrednia znajomość Bohdana Łepkiego ze Stanisławem Przybyszewskim). Miejscem spotkań członków Mołodej Muzy była lwowska kawiarnia „Monopol”.
Głównymi założeniami było poszukiwanie nowych szlaków w literaturze ukraińskiej i pragnienie ich realizacji odpowiednio do wzorców europejskich. Uwaga zwrócona na służbę pięknu („sztuka dla sztuki”) i ideałom estetyzmu. Radość, beztroska tworzenia, młodzieńcza buntowniczość. Wprowadzenie do literatury ukraińskiej motywów secesji. Silne nawiązanie do antyku, średniowiecza i kultury orientalnej. Wszystko to, by zeuropeizować kulturę ukraińską. Nigdy jednak nie sformułowali jasnego programu z wyłożeniem koncepcji modernizmu.
Bohater twórczości mołodomuziwców to typowy bohater tamtych czasów – człowiek o szczególnej wrażliwości ducha, neurotyczny, niezadowolony z siebie i z życia. Człowiek słaby, pasywny, uciekający w świat własnych marzeń i fantazji.
Jako moderniści, twórcy „Mołodej Muzy” byli ostro krytykowani przez pokolenie starsze. Nowy prąd w sztuce traktowało ono jako europejską, zachodnią modę, która przemija i nie warto poważnie ją traktować.
Kontynuacji działań „Mołodej Muzy” podjęła się Mytusa – organizacja poetycka powstała po I wojnie światowej, w 1922 r. we Lwowie.
Ugrupowanie „Mołoda Muza było otwarte, dlatego różne źródła podają różną liczbę członków. Należeli do niego m.in.:
- Bohdan Łepki
- Wasyl Paczowski
- Ostap Łucki
- Stepan Czarnećkyj
- Sydir Twerdochlib
- Mychajło Jackiw
- Petro Karmanśkyj
- Wołodymyr Birczak
- Osyp Szpytko